# Laminella sanguinea
Laminella sanguinea é uma espécie de gastrópode  da família Amastridae
É endémica dos Estados Unidos da América.